# Banipal
Banipal es una revista independiente de literatura que se dedica a la promoción de la literatura árabe contemporánea a través de traducciones al inglés. Fue fundada en Londres en 1998 por Margaret Obank y Samuel Shimon. La revista tiene una periodicidad cuatrimestral, es decir, aparece 3 veces al año. Desde su aparición, ha publicado numerosos trabajos y entrevistas de autores y poetas árabes, muchos de ellos traducidos por primera vez a lengua inglesa. Es también copatrocinadora del premio Saif Ghobash–Banipal a la mejor Traducción Literaria, desde el árabe al inglés.

## Autores que han aparecido en la revistaBanipal
| - Abbas Beydhoun - Abdel Aziz al-Maqalih - Abdellatif Laâbi - Abdelrahman Munif - Abdelwahab Meddeb - Abdullah Laroui - Abdul Kader el-Janabi - Abdu Khal - Abdul Wahab al-Bayati - Adunis - Ahmad Ali El Zein - Ahmad Zein - Ahmed Fagih - Ahmed Bouzfour - Ahmed Rashid Thani - Ala Hlehel - Alawiyya Subh - Albert Cossery - Ali al-Domaini - Ali al-Kasimi - Ali al-Muqri - Ali Mohammed Zayd - Amjad Nasser - Anton Shammas - Aroussia Naluti - Aziz Chouaki - Badr Shakir al-Sayyab - Baha Eddine Taoud - Bassam Frangieh - Bassam Shamseldin - Bensalim Himmich - Denys Johnson-Davies - Diya al-Jubaily - Driss Chraïbi - Edward al-Kharrat - Edward Said - Elias Khoury - Etel Adnan - Ezzat el-Kamhawi - Fadhil al-Azzawi - Fady Joudeh - Fathi Abul Nasr - Ferial Ghazoul - Fuad al-Takarli - Gamal el-Ghitani - Ghalib Halasa - Ghassan Zaqtan - Ghazi Algosaibi - Habib Abdulrab Sarori - Habib Selmi - Habib Tengour | - Haifa Bitar - Halim Barakat - Hanan al-Shaykh - Hani al-Raheb - Hassan Abdulrazzak - Hassan Daoud - Hassan Nasr - Hassouna Mosbahi - Hoda Barakat - Huda Ablan - Hussain al-Mozany - Huzama Habayeb - Ibrahim Nasrallah - Ibtisam Abdallah - Inaya Jaber - Ines Abassi - Issa J Boullata - Jalil al-Qaisi - Jamal Mahjoub - Jamila Omairah - Kadhim Jihad - Kamal Abdellatif - Kamal Ruhayyim - Khaled Mattawa - Khalid Albudoor - Khulood Al Mu’alla - Lamia Makaddam - Lisa Suhair Majaj - Luay Hamza Abbas - Lutfiya al-Dulaimi - Mahdi Issa al-Saqr - Mahmood Abdel Wahab - Mahmoud Darwish - Mahmoud Shukair - Mai Ghoussoub - Miled Faiza - Miral al-Tahawy - Mohamed al-Bisatie - Mohamed Choukri - Mohamed Salah al-Azab - Mohammad al-Maghut - Mohammad al-Qaood - Mohammad al-Shaibani - Mohammad Ali Farhat - Mohammad Khodayyi - Mohammed Al-Harthi - Mohammed Bennis - Mohammed Khaïr-Eddine - Mohammed Mustagab - Mohammed Zefzaf - Mohja Kahf | - Mouayed al-Rawi - Nabila al-Zubair - Nadia Alkowkobani - Naguib Mahfouz - Najwa Barakat - Nassif Falak - Nazih Abu Afash - Nazik al-Malaika - Nazum al-Obeidi - Nirvana Tanoukhi - Nizar Qabbani - Nouri al-Jarrah - Nujoom Al-Ghanem - Ounsi el Hage - Paul Chaoul - Qassim Haddad - Rabee Jaber - Rachid al-Daif - Rachida Lamrabet - Rafik Schami - Ramsey Nasr - Rasha Omran - Rashad Abu Shawar - Sa'adallah Wannus - Saadi Youssef - Said al-Kafrawi - Saif al-Rahbi - Salah Hassan - Salim Barakat - Salwa al-Neimi - Samar Yazbek - Samir Albufattah - Samir Naqqash - Saniya Salih - Sargon Boulus - Sawsan al-Areeqi - Shawqi Shafiq - Tahar Ben Jelloun - Tayeb Salih - Turki al-Hamad - Vénus Khoury-Ghata - Wacini Laradg - Wajdi al-Ahdal - Wilfred Thesiger - Yasmine Khlat - Yasser Abdel Baqi - Yasser Abdel Hafez - Youssef Rakha - Yusef Habshi al-Ashqar - Zakariyya Tamer |